# 外記日記
外記日記（げきにっき）は、朝廷の官衙である外記局で書かれた記録・日記。官衙の公務日記であり、国史の編纂や朝廷の政務・儀式を遂行する上で重要な典拠とされた。朝廷の公的な日記として奈良時代末期から平安時代後期にかけて作成された。

## 沿革

### 作成の背景
律令下の日本では、多くの公文書が作成・施行されており、朝廷の各官庁では後日のために記録が保管・整理されていた。そのなかで外記局も記録の作成を業務としていた。外記日記の初期の事例としては、9世紀初めに中務省の内記とともに内裏の儀式を記録するよう外記局が命じられた事例が確認される。このように9世紀以降の朝廷で、内裏内部の儀式や政務が重要視されることで記録量が増加し、それにともない、外記局の記録作成業務が拡大した。

### 経緯と利用
外記日記は、主に奈良時代末から平安時代にかけて書かれた。日記の保管は官庫でなされた。弘仁6年（815年）には、宣旨によって、公日記としての権威が付けられている。以降、外記は朝廷の節会や臨時行事でその内容を記録し後の参照に備えた。仁和2年（886年）には、朝廷の人事の記録が外記局に命じられるなど、外記日記の記録や保管が外記局にとって重要な任務となっていく。その後も公日記として書き継がれ、他の公日記よりも重要視されるようになった。現在、そのまま原文が残されていることは稀であるが、逸文は国立歴史民俗博物館蔵の広橋本『東宮元服記』中巻などに含まれている。
日記の特徴として、日々の記録を書いた日次記の他に、行幸や大祓といった事項に即して書かれた別記があったとされる。行事の際には、蔵人が記した殿上日記と共にその内容を記録していた。また、公日記であるため、年月を隔てていても記録の内容や字句が類似していることも特徴である。
『続日本紀』以下の官撰国史の編修にも利用されている。鳥羽法皇の命により信西（藤原通憲）が編纂した『本朝世紀』は、特に当記を利用して編まれたとされる。

### 廃絶
政務の公的記録であるため、当初は外記局から門外不出のものであったが、はやくも10世紀には外記局外への流出が確認される。日記散逸の原因としては、平安時代の貴族社会で外記日記が重要視されるようになり、公卿らが書写のために持ち出しなどを行ったためとされる。さらに10世紀末からは、外記局の文書保管機能も低下をはじめ、治暦2年（1066年）には、図書寮の紙工らによって約二百巻の外記日記が盗み出されるという事件も発生した。また、実際に記録を行っていたのは、外記の下にあった史生であったが、彼らへの給与が滞ったことで、日記の書写も行われなくなった（当初は史生の代わりに六位外記が書いたが、これも途絶した）。その後、11世紀末には公日記としての外記日記は廃絶したとされる。かつては私日記の興隆が、公日記としての外記日記の必要性を低下させたとされたが、そもそも、私日記の存在が外記日記の意義を低下せしめたのか、それとも公日記の衰退により私日記が作成されるようになったかについては見解が定まっていない。

### 私日記としての外記の日記
その他、『外記日記』と題する諸記録の中には、外記の私日記や家記として分類されるものもある。外記局で保管していた従来までの外記日記とは異なり、子孫への相伝がなされていたことが特徴である。このような私的な日記は10世紀後半から始まり、11世紀には大外記の日記の存在が確認されるようになり、12世紀以降は大外記以外の外記も日記を書いていったとされる。鎌倉時代中期に書かれた『外記日記　新抄』、16世紀に書かれた清原業賢筆『享禄二年外記日記』、『大外記中原師廉記』など、外記個人の日記は各時期の朝廷や下級役人の実態を知るうえで貴重な史料となっている。